# 佐川宏行
佐川 宏行（さがわ ひろゆき） は、日本の物理学者。専門は宇宙線物理学。東京大学宇宙線研究所教授・元副所長。

## 人物・経歴
1985年東北大学大学院理学研究科原子核理学専攻博士課程修了、理学博士。高エネルギー加速器研究機構素粒子原子核研究所助手、東京大学宇宙線研究所准教授、東京大学宇宙線研究所教授を経て、2020年東京大学宇宙線研究所副所長。専門は宇宙線物理学で、最高エネルギー宇宙線を専攻。